# زیردریایی یو-۲۵۶
زیردریایی یو-۲۵۶ (به انگلیسی: German submarine U-256) یک زیردریایی بود که طول آن ۶۷٫۱ متر (۲۲۰ فوت ۲ اینچ) بود. این زیردریایی در سال ۱۹۴۱ ساخته شد.